# Nivšera
La Nivšera (in russo Нившера?) è un fiume della Russia europea settentrionale, affluente di sinistra della Višera nel bacino della Dvina Settentrionale. Scorre nella Repubblica dei Komi, nei rajon Knjažpogostskij e Kortkerosskij.

## Descrizione
La Nivšera nasce sull'altopiano Oč'parma, che fa parte dei monti Timani. Scorre mediamente verso sud in un canale tortuoso, solo nell'ultima parte svolta verso ovest. Sfocia nella Višera a 58 km dalla foce. Ha una lunghezza di 215 km, il suo bacino è di 4 250 km².
Il fiume è navigabile dal villaggio di Nivšera alla foce. Nello stesso tratto corre una strada che collega alcuni insediamenti al villaggio di Storoževsk (sulla Vyčegda).
I maggiori affluenti sono il Pot'ju (lungo 75 km) e la Lymva (105 km) provenienti entrambi dalla sinistra idrografica.